# Le Bény-Bocage
Le Bény-Bocage é uma ex-comuna francesa na região administrativa da Normandia, no departamento de Calvados. Estendeu-se por uma área de 8,91 km². Em 2010 a comuna tinha 9 055 habitantes (densidade: 1 016,3 hab./km²).
Em 1 de janeiro de 2016 foi fundida com as comunas de Beaulieu, Bures-les-Monts, Campeaux, Carville, Étouvy, La Ferrière-Harang, La Graverie, Malloué, Montamy, Mont-Bertrand, Montchauvet, Le Reculey, Saint-Denis-Maisoncelles, Sainte-Marie-Laumont, Saint-Martin-des-Besaces, Saint-Martin-Don, Saint-Ouen-des-Besaces, Saint-Pierre-Tarentaine e Le Tourneur para a criação da nova comuna de Souleuvre-en-Bocage.